# Шёмберг (Балинген)
Шёмберг (нем. Schömberg) — город в Германии, в земле Баден-Вюртемберг.
Подчинён административному округу Тюбинген. Входит в состав района Цоллернальб. Население составляет 4642 человека (на 31 декабря 2010 года). Занимает площадь 23,27 км². Официальный код — 08 4 17 057.
Город подразделяется на 2 городских района.

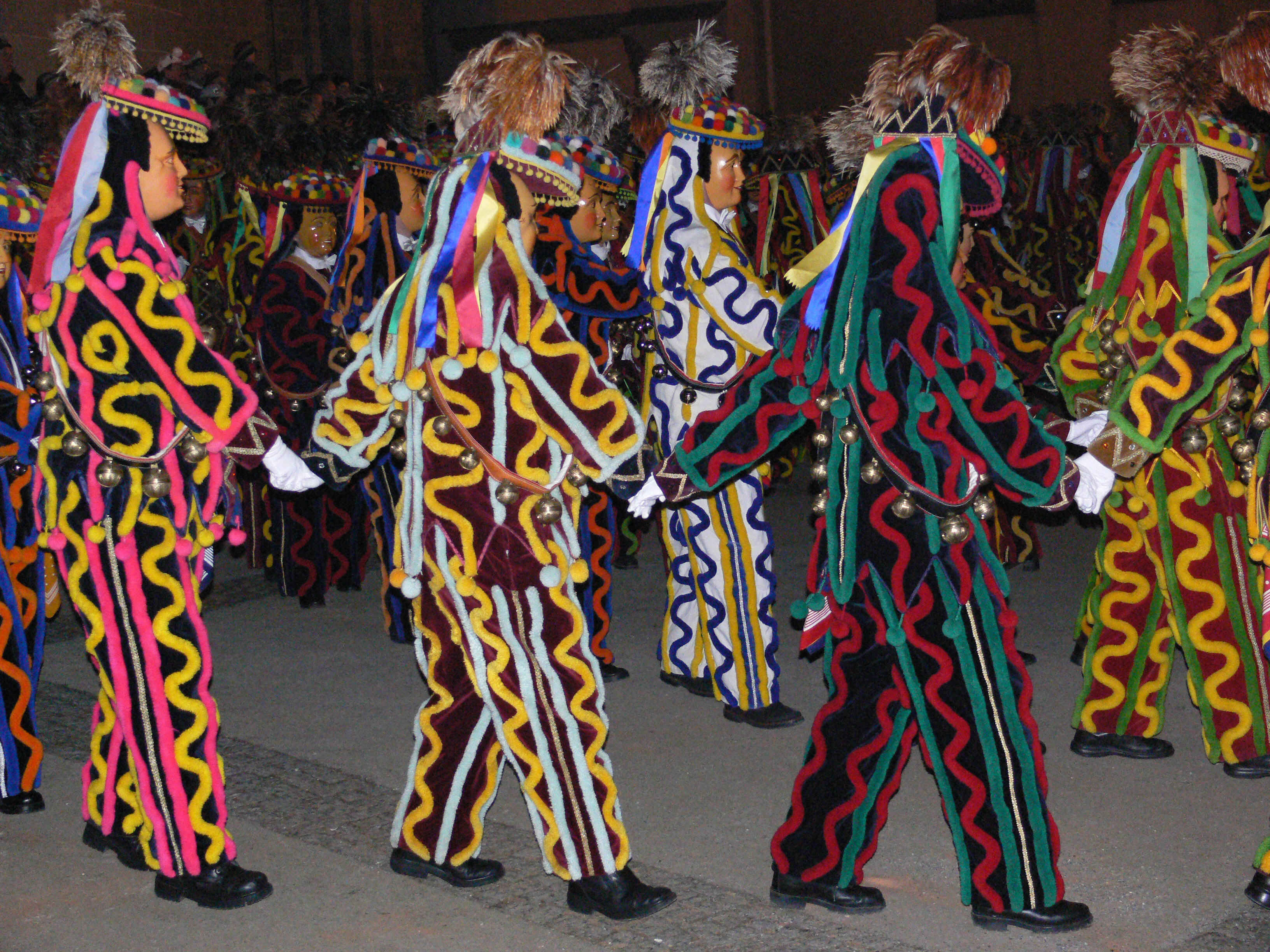
Шёмберг (Балинген)